# واسکو پوپا

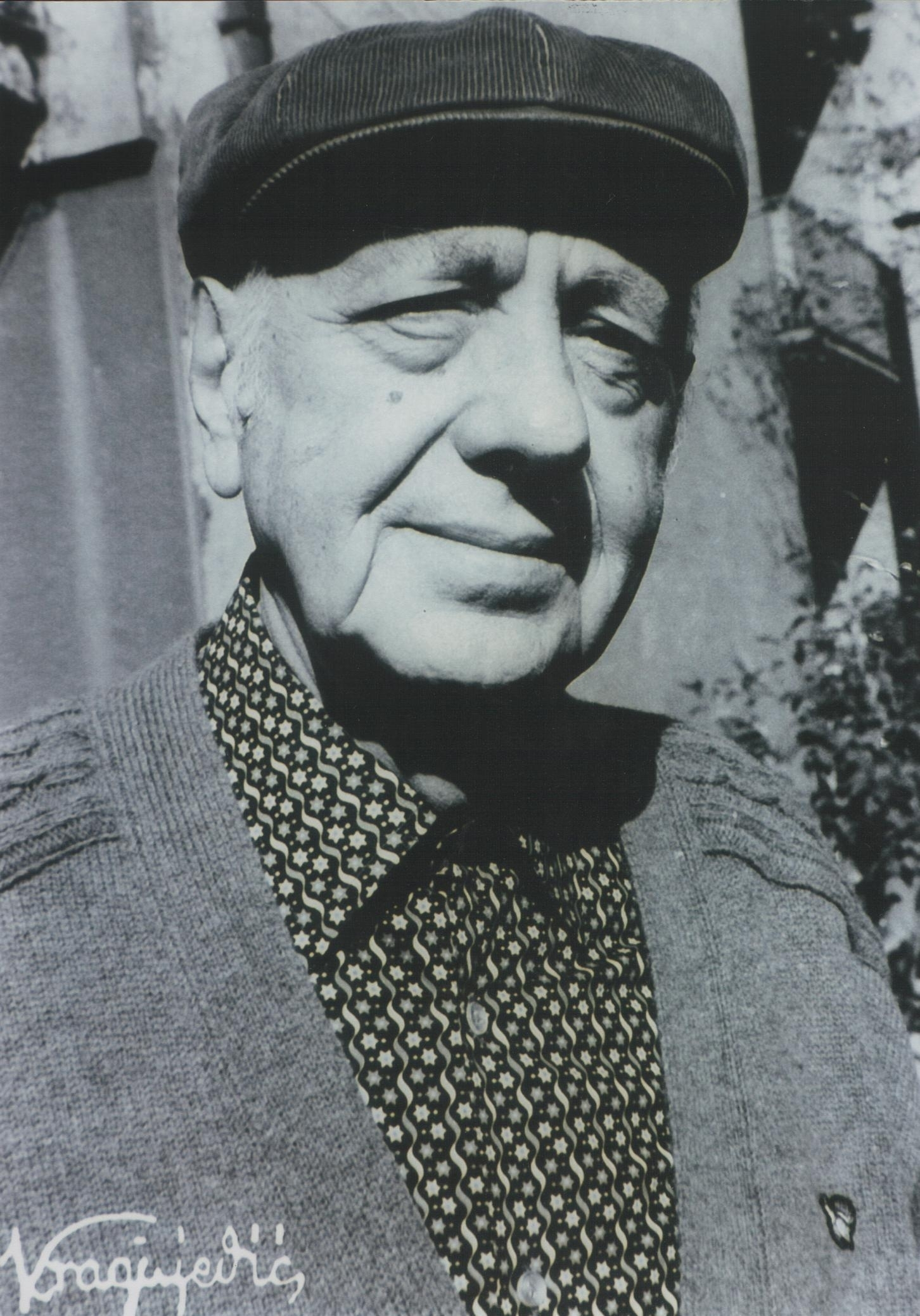
واسکو پوپا ۱۹۹۰.

واسکو پوپا (صربی: Васко Попа) ‏ (۲۹ ژوئن ۱۹۲۲ - ۵ ژانویه ۱۹۹۱) یک شاعر اهل صربستان با تباری رومانیایی بود.
پوپا در زمان جنگ جهانی دوم پارتیزان بود و اسیر در اردوگاه‌های نازی‌ها بود. دکترای ادبیات را در سال ۱۹۴۹ از دانشگاه بلگراد کسب نمود. بیش از ۴۷ جلد کتاب تالیف نمود. بیشتر منتقدان ادبی در غرب کارهای واسکو پوپا را یکی از بهترین نمونه‌های شعر مدرن در زبان صرب می‌دانند. مجموعه شعرهایش به بیش از ۲۰ زبان ترجمه شده است. واسکو پوپا در ۵ ژانویه ۱۹۹۱ در سن ۶۸ سالگی به علت بیماری سرطان در بیمارستانی در بلگراد درگذشت.